# Fylkesväg 7886
Fylkesväg 7886 är en sekundär fylkesväg som går mellan byn Huselv och tätorten Husøy på norra del av ön Senja i Senja kommun i Troms fylke i norra Norge. Vägens längd är 11,7 kilometer.
Vägen går genom två tunnlar, Fjellsendentunneln går genom Fjellsenden och är 765 meter lång. (Läge 69°30′53″N 17°45′53″Ö / 69.51472°N 17.76472°Ö) Den andra tunneln är Riventunneln som går genom Riven och är 935 meter lång. (Läge 69°31′18″N 17°42′59″Ö / 69.52167°N 17.71639°Ö)